# Saint-Martin-de-la-Mer
Saint-Martin-de-la-Mer [sɛ̃ maʁtɛ̃ də la mɛʁ] ist eine französische Gemeinde mit 279 Einwohnern (Stand: 1. Januar 2022) im Département Côte-d’Or in der Region Bourgogne-Franche-Comté. Sie gehört zum Kanton Arnay-le-Duc und zum Arrondissement Beaune.
Der Namenszusatz „de-la-Mer“ drückt keine Nähe zum Meer aus, sondern kommt von dem französischen Wort „mare“, das 'Weiher' bedeutet.

## Lage
Sie grenzt im Nordwesten an Champeau-en-Morvan, im Norden an Saulieu, im Osten an Liernais, im Süden an Blanot und im Westen an Alligny-en-Morvan.
Der Fluss Ternin berührt die Gemeinde im Westen, wo er zum Lac de Chamboux aufgestaut wird und danach zum Arroux entwässert. Sein Zufluss Plaine entspringt im Gemeindegebiet, mündet aber erst nach 17 Kilometern weiter südlich in den Ternin. Im Nordosten entspringt die Baigne, die über den Serein zur Yonne entwässert.

## Bevölkerungsentwicklung
| Jahr                       | 1962 | 1968 | 1975 | 1982 | 1990 | 1999 | 2008 | 2016 |
| -------------------------- | ---- | ---- | ---- | ---- | ---- | ---- | ---- | ---- |
| Einwohner                  | 375  | 357  | 296  | 294  | 288  | 286  | 283  | 300  |
| Quellen: Cassini und INSEE |      |      |      |      |      |      |      |      |

## Sehenswürdigkeiten
- Burg Conforgien

## Persönlichkeiten
- Laura Carola Mazirel (1907–1974), aus den Niederlanden stammende Widerstandskämpferin gegen den Nationalsozialismus, in Saint-Martin-de-la-Mer gestorben